# 不列颠哥伦比亚元
不列颠哥伦比亚元（英語：British Columbia dollar），是不列颠哥伦比亚殖民地在1865年-1871年使用的货币。不列颠哥伦比亚元取代英镑成为当地货币，不列颠哥伦比亚元与加拿大元等值，汇率为1英镑兑4.866不列颠哥伦比亚元。1不列颠哥伦比亚元等于100分不列颠哥伦比亚元。没有发行不列颠哥伦比亚元硬币，市场上流通加拿大元硬币。
1863年温哥华岛殖民地采用不列颠哥伦比亚元作为货币。1866年殖民地合并为一个行政区后沿用不列颠哥伦比亚元作为货币。

## 纸币
1865年殖民地开始使用不列颠哥伦比亚元作为官方货币，不过之前在1862年就已发行不列颠哥伦比亚元国库券和特许银行券。国库券的面值为 5、10、25元。不列颠哥伦比亚省银行发行的纸币面值为1、5、20、50 、100元。